# واکانوکانا کانجی یکم
واکانوکانا کانجی یکم (به ژاپنی: 若乃花 幹士(初代)) کُشتی‌گیر سوموی اهل استان آئوموری در کشور ژاپن است که چهل‌وپنجمین کشتی‌گیر دارای رتبهٔ یوکوزونا محسوب می‌شود. وی در سال ۱۹۵۸ میلادی به این مرتبه ارتقا یافت و در سال ۱۹۶۲ میلادی بازنشست شد. واکانوکانا کانجی یکم توانست ۱۰ بار قهرمان (یوشو) مسابقات سومو شود.